# Онуфрійчук Михайло Якович
Онуфрійчук Михайло Якович (15 квітня 1945, місто Тальне, Черкаська область — квітень 2022) — український політичний і державний діяч, міністр України у справах преси та інформації (1994—1996р), народний депутат України (1998—2002р). Кандидат історичних наук (1982), доцент; академік Української академії наук, президент Громадської організації «Української асоціації виробників поліграфічної продукції» (з 10.1998).

## Біографія
Народився в м. Тальне (Черкаська область). Освіта: Черкаський педагогічний інститут (1970), філолог; Вища партійна школа при ЦК КПУ (1979).
- З 1963 — слюсар Уманського заводу «Мегометр».
- З 1964 — секретар комітету комсомолу Уманського машинобудівного заводу. Завідувач оргвідділу Черкасського обкому ЛКСМУ. Завідувач відділу ЦК ЛКСМУ. Перший секретар Черкаського обкому ЛКСМУ. Голова Комітету молодіжних організацій України.
- 1977-12.1990 — заступник начальника політвідділу МВС УРСР.
- З 03.1990 — депутат Київської міськради, голова комісії міськради з соціального захисту і прав людини; з 12.1990 — заступник голови Київського міськвиконкому.
- 10.1991-11.1995 — начальник Головного управління з охорони державних таємниць у пресі та інших засобах масової інформації при Кабінеті Міністрів України.
- 25 листопада 1992-18 листопада 1994 — Голова Державного комітету України з охорони державних таємниць у пресі та інших засобах масової інформації.
- 18 листопада 1994-19 листопада 1996 — Міністр України у справах преси та інформації.
- 11.1996-06.1998 — 1-й заступник Міністра інформації України.
- З 1998 по 2002 роки — народний депутат України від Тальнівського виборчого округу № 198, голова підкомітету з питань друкованих засобів масової інформації. Народний депутат України 3 скликання 03.1998-04.2002, виб. окр. № 198, Черкаської обл. Голова підкомітету з питань друкованих засобів масової інформації Комітету з питань свободи слова та інформації (з 07.1998).
- 08.2002-02.2003 — 1-й заступник Голови Державного комітет інформаційної політики, телебачення і радіомовлення України.
- 08.2002-06.2003 — 1-й заступник Голови, 06.-09.2003 — 1-й заступник Голови у зв'язках з ВР України Державного комітету телебачення та радіомовлення України.
- Державний службовець 1-го рангу (04.1994).

## Наукова діяльність
Автор (співавтор) понад 130 наукових праць, зокрема монографії, 7 навчальних посібників. За його безпосередньої участі підготовлено 15 законів України («Про видавничу справу», «Про державну підтримку засобів масової інформації та соціальний захист журналістів», «Про інформацію», «Про державну таємницю», «Про перелік об'єктів державної власності які не підлягають приватизації» та інші). Підготовлено низку інших нормативних актів з питань інформаційно- видавничої діяльності.
Заснував у 1998 році та був президентом Громадської організації «Українська асоціація виробників поліграфічної продукції», співголовою Правління Української Ради ветеранів—депутатів і працівників законодавчої влади, регіональних рад та Парламентської асамблеї Ради Європи (ПАРЄ). Заснував і був шеф-редактором журналу «Друк і книга».
За вагомий особистий внесок в розбудову України Онуфрійчуку М. Я. присвоєно звання «Заслужений діяч науки і техніки України», він є державним службовцем першого рангу, відзначений численними державними нагородами: медаль «В пам'ять 1500-річчя Києва», медаль «За бездоганну службу» 3 ступеня, медаль «За бездоганну службу» 2 ст., медаль «За бездоганну службу» 1 ст., Почесна грамота Верховної ради України «За особливі заслуги перед Українським народом», Почесна грамота Кабінету Міністрів України, кавалер трьох орденів Української православної Церкви (ордена Нестора-літописця, орденів Рівноапостольного Володимира 2 і 4 ступенів (1999—2002 рр.).

## Особисте життя
Одружений; має сина.
Захоплення: теніс, плавання.